# 아이즈 와이드 셧
아이즈 와이드 셧(Eyes Wide Shut)은 1999년 6월 17일에 개봉된 거장 스탠리 큐브릭의 마지막 작품이다. 이 작품은 아르투어 슈니츨러의 소설 《꿈의 노벨레》에서 영감을 받아 제작되었으며, 감독, 제작자, 각본가 모두를 큐브릭이 맡았다. 영화는 뉴욕의 한 의사 빌 하포드가 그의 아내와의 갈등으로 인해 겪는 3일간의 성적 환타지를 다루고 있다.
이 영화는 처음부터 그 선정성과 난해함으로 인해 많은 논란의 씨앗이 되었다. 그럼에도 불구하고 큐브릭의 유작이라는 점 덕분에 부정적인 비평 뿐만 아니라 긍정적인 비평도 뒤섞인 평가를 받았다. 미국을 비롯한 많은 나라에서 R등급을 받았으며 한국에서는 19금 판정을 받았다. 이렇듯 영화의 많은 논란에도 불구하고 이 점이 흥행성공으로는 이어지지 못했다. 영화의 배경은 뉴욕이지만 영화의 대부분은 런던에서 촬영되었다. 또한 영화는 청색과 적색의 조명 이용 등의 효과적이고 기술적인 측면에서도 매우 완성도가 높다.

## 줄거리
뉴욕의 의사 빌 하포드와 전직 미술관 큐레이터인 그의 부인 엘리스 하포드는 그의 친구이자 백만장자인 빅터 지글러의 크리스마스 파티에 참석한다. 파티에서 한 헝가리인은 엘리스를 유혹하려고 하고, 동시에 빌은 두 여자와 함께 파티를 즐기고 있다. 그러던 도중 빌은 자신의 의대 동기였으나 중도에 전문 피아니스트의 길로 돌아선 닉 나이팅게일을 만나게 되며 지글러와 성관계를 맺고 있던 맨디를 마약 쇼크 상태로부터 구출해 낸다.
다음 날 밤, 마리화나에 반쯤 취한 두 사람은 서로 전날에 같이 있던 사람이 누구였냐고 물어보고 그 추궁은 곧 남자와 여자의 본성에 대한 논쟁으로 이어진다. 그러던 도중, 엘리스는 작년 여름에 갔던 휴가에서 보았던 해군 장교 봤던 순간부터 성관계를 맺고 싶었으며 그를 위해서는 가족을 다 버릴 수 있었을 것이라고 고백한다.
그 순간, 빌은 그의 환자이던 루 네이단슨의 부고 소식을 접하게 되며, 그 집에 찾아가게 된다. 그 집에서 빌은 루 네이슨의 딸에게 갑작스러운 사랑 고백을 듣게 되며 황급히 그 집을 빠져나온다. 뉴욕 거리를 지나 집으로 돌아오던 중 빌은 창녀인 도미노를 만나게 되어 밤을 같이 지낼 뻔 하지만 죄책감에 시달려 결국 돈만 지불하고 나오게 된다.
그 후 빌은 계속 거리를 지나가다가 소나타 카페를 보게 되는데, 지글러의 파티에서 닉에게 소나타 카페에 한번 꼭 들리라는 말을 들었던 것을 기억하고는 안으로 들어가게 된다. 그 파티에서 빌은 닉이 그날 새벽에 어느 큰 파티에서 눈을 가린 채 연주를 하게 된 다는 사실을 듣게 되고, 추궁 끝에 그 파티에 참석하려면 모자가 달린 검은 가운과 마스크가 필요하고 참여에 필요한 암호는 Fidelio라는 것을 알게 된다.
그는 카페를 나와 옷을 빌리기 위해 무지개 옷 렌탈점에 간다. 거기서 빌은 안면이 있던 옛 주인이 아닌 새로운 주인인 밀릭을 만나게 되며, 새로운 주인은 옷을 빌려주던 도중에 자신의 딸이 두명의 일본인과 함께 문란한 짓을 하고 있는 것을 보게 되어 격노한다.
옷을 빌린 다음, 빌은 택시를 타고 닉이 알려줬던 주소로 가게 된다. 암호를 말하고 들어가자 모자가 달린 검은 후드를 입고 있는 많은 사람들과 그들의 대장격인 붉은 가운을 입고 있는 사람이 이상한 의식을 치루는 것을 보게 된다. 의식이 끝나자 여자들이 옷을 벗고 섹스파티가 시작된다. 그 때, 한 여자가 빌에게 접근하여 빨리 탈출하라고 말하지만, 빌은 결국 사람들에게 적발되어 얼굴이 공개되고 끔찍한 결과를 맞게 될 위기에 처하게 된다. 그 때, 빌에게 경고했던 여자가 빌 대신 모든 책임을 지겠다 말하고 빌은 풀려난다. 하지만, 그 파티의 수장은 이 일을 다른 사람에게 발설할 시에 빌과 빌의 가족이 가장 끔찍한 일을 당할 수 있을 것이라고 말한다.
매우 혼란한 상태로 빌은 집에 오고 엘리스는 악몽을 꿔 깨게 되는데, 그 꿈은 엘리스가 빌이 보는 앞에서 그 해군 장교와 성관계를 맺는 것이었다.
그 다음날 빌은 닉의 근황을 알아보려 그가 묵던 호텔로 가 보지만, 그는 벌써 수상한 사람들과 함께 떠난 직후였다. 그 다음 빌은 옷을 돌려주려 무지개 옷 렌탈 점에 가고 거기서 마스크가 없어졌다는 사실과 주인이 딸을 성매매로 이용하고 있었다는 것을 알게 된다.
빌은 그 후에 오피스로 돌아가지만 아내와 해군 장교가 성관계를 맺고 있는 상상이 머릿속에서 떠나질 않고, 결국 스케줄을 전부 취소하고 전날 밤에 파티가 열렸던 장소로 가게 된다. 그 곳에서 그는 다시 한 번 경고의 메시지를 받고 돌아온다. 집으로 돌아오자 아내가 딸의 공부를 가르쳐주고 있었는데 그 장면을 보며 빌은 다시 한 번 아내와 해군 장교가 부적절한 관계를 맺는 장면을 상상한다.
혼란스러운 마음을 달래러 빌은 예전에 만났던 도미노를 찾아가지만 오히려 그녀가 에이즈에 걸렸다는 사실을 알고 충격에 빠진다. 그는 집으로 돌아가려 하지만 길에서 어떤 수상한 사람이 자신을 뒤따라온다는 사실을 깨닫고 얼른 길가의 한 카페로 들어간다. 그 카페에서, 빌은 옛날에 자신이 지글러의 파티에서 치료해준 여자가 죽었다는 사실을 접하게 되어, 얼른 시신이 있는 병원으로 향한다. 그 병원에서 빌은 그녀가 파티에서 자신을 변호해준 여자라는 사실을 확신하게 되어 더욱 큰 분노와 혼란에 빠진다. 그 때 마침 지글러에게서 전화가 오게 되고 지글러의 집으로 가게 된다.
빌이 지글러의 집에 도착하자 지글러는 자신도 그 파티에 있었다고 자백하며 그 곳에 있던 사람들은 전부 유명하고 중요한 사람들이며 빌이 끔찍한 실수를 저질렀다고 야단친다. 또한 빌이 그 여자와 닉에 대한 사실을 요구하자 지글러는 닉은 단지 시애틀(닉의 집)로 가는 비행기에 태워졌을 뿐이며, 여자는 자기 자신의 약물 과다로 죽은 것이지 절대 타살이 아니라고 주장한다.
빌은 지친 몸을 이끌고 집에 도착하고, 없어졌던 가면이 부인이 자고 있는 옆 자리에 가지런히 놓여 있는 것을 보게 된다. 그러자 빌은 갑자기 눈물을 터뜨리며 엘리스에게 지난밤에 어떤 일이 있었는지 전부 말하게 된다. 그 뒤 빌과 앨리스는 딸을 데리고 쇼핑을 가게 된다.
딸과 함께 간 크리스마스 쇼핑에서 엘리스는 빌에게 많은 일들이 있었지만 이 모든 일들을 이겨냈다는 점에서 빌과 엘리스는 매우 감사해야한다고 한다. 그와 함께 엘리스는 빌에게 당장 무엇인가를 최대한 빨리 해야 한다고 말한다. 섹스(fuck)를 말이다.

## 캐스팅
출연 인물은 다음과 같다.
- 빌 하포드(Bill Harford): 톰 크루즈
- 엘리스 하포드(Alice Harford): 니콜 키드먼
- 빅터 지글러(Victor Ziegler): 시드니 폴락
- 닉 나이팅게일(Nick Nightingale): 토드 필드
- 어맨다 “맨디” 커런(Amanda "Mandy" Curran): 줄리엔 데이비스
- 도미노(Domino): 비네사 쇼
- 밀릭(Mr. Millick): 라데 셰르베지야
- 선도르 사보스트(헝가리인)(Sandor Szavost): 스카이 듀 몬트(Sky Du Mont)
- 매리언 네이선슨(Marion Nathanson): 마리 리처드슨(Marie Richardson)
- 밀릭씨의 딸: 릴리 소비에스키
- 파티의 수장: 레온 비탈리
- 칼 토마스(마리온의 남자친구)(Carl Thomas): 토머스 깁슨

## 제작 과정

### "꿈의 노벨레"
그의 다른 영화들과 똑같이, 아이즈 와이드 셧 또한 소설을 기반으로 두고 있다. 이 영화의 원작은 오스트리아 빈 출신의 아르투어 슈니츨러(Authut Schnitzler)의 “꿈의 노벨레(Traumnovelle)"이다. 원작소설은 19세기 말에 오스트리아에서 남편인 프리돌린과 부인인 알베르티네가 겪는 이틀 동안의 일들을 다루고 있다. 원작소설은 이러한 이야기를 통해 퇴폐적인 세기말의 비엔나를 그리고 있었다. 큐브릭 감독은 이 책을 1960년대, 정확히 말하면 ”2001: 스페이스 오디세이”를 촬영하고 있던 시기에 접하게 되었으며 이 책을 보는 즉시 언젠가 이 이야기를 영화화 할 것임을 결심한다. 하지만, 그는 사정상 “시계태엽 오렌지”, “샤이닝”, “풀 메탈 자켓”부터 먼저 제작하게 되며 1995년 12월에야 차기작으로 이 소설을 영화화할 것을 결심한다. 그래서 영화의 배경은 원작의 19세기 말의 빈에서 20세기 말의 뉴욕으로 변경되었다. 큐브릭 감독은 이 영화를 통해 현대 사회에서 결혼이 갖는 의미와 인간의 본성인 성욕, 그리고 불안정한 신뢰관계를 포착하려 했을 것이라고 많은 비평가들은 추론하고 있다.

### 캐스팅, 장소, 그리고 촬영
1990년대에 들어서 스탠리 큐브릭은 톰 크루즈의 연기에 관심을 갖게 된 것으로 알려져 있으며, 큐브릭 감독의 오랜 친구였던 시드니 폴락의 말에 따르면, 그가 중개자 역할을 하여 큐브릭과 크루즈 부부(니콜 키드먼과 톰 크루즈)를 이어줬으며 크루즈 부부는 큐브릭과 일한다는 사실 자체에 매우 기뻐하며 이 직을 수락했다고 한다. 또한 원래 빅터 지글러의 역할은 하비 카이텔이, 매리언 네이선슨의 역할은 제니퍼 제이슨 리가 맡기로 결정되어 초기의 촬영에는 임하였으나, 둘 다 스케줄 문제로 인해 중도하차하고 각각의 역할은 시드니 폴락과 마리 리처드슨으로 대체되었다.
영화의 장소적 배경은 뉴욕이지만 영화의 거의 대부분은 비용상의 문제로 뉴욕에서 촬영되지 않았다. 배경은 모두 런던 근교에 있는 파인우드 스튜디오(Pinewood Studio)에서 제작되었으며 몇몇 거리 장면은 런던의 길거리를 뉴욕의 것처럼 꾸며서 촬영하였다고 한다. 또한, 톰 크루즈가 도시를 가로질러가는 장면은 배경이 움직이고 크루즈는 런닝머신 위에서 움직이는 형식으로 촬영되었다. 유일하게 뉴욕이 로케이션으로 사용된 부분은 빅터 지글러의 대저택 외관이었다.
맨 처음 촬영이 시작되기 전인 1996년 11월에 톰 크루즈는 “나와 아내는 스탠리 큐브릭의 영화에서 연기를 할 수 있다는 사실에 매우 흥분되었다” 라고 말하고 촬영이 아마도 “내년 6월 쯤이면 끝날 것이다”라고 예상하며 “그래도 얼마나 오래 걸리느냐는 문제가 되지 않는다”고 말했다. 하지만 그의 예상과 달리, 모든 촬영은 1998년 6월에 끝났으며, 그때까지의 메이저 영화사가 제작비를 마련한 영화 중에 가장 긴 촬영시간을 갖게 되었다. 그 긴 촬영 기간 동안 크루즈와 키드먼을 비롯한 모든 제작진들이 아주 높은 정도의 보안을 유지했는데 아마 큐브릭의 보안에 대한 집착 때문일 것이라고 예상된다.

### 큐브릭의 죽음
스탠리 큐브릭은 1999년 3월 7일에 심장마비로 사망하고 그 날은 불과 아이즈 와이드 셧의 마지막 촬영이 끝난 지 며칠밖에 되지 않았을 때였다. 그렇기 때문에 큐브릭이 죽었을 때 영화는 마지막 후반 작업에 들어가 있었다. 이로 인해 큐브릭이 죽었을 때 최종 편집본이 완성되었나 완성되지 않았었나에 대한 많은 논란이 있었고, 그것은 이 작품의 평가에 대한 논란으로 이어지기도 했었다.

## 실적

### 평점
모든 평점은 2012년 4월 11일 기준이다.
- Rotten Tomatoes: 77% (100% 만점)
- Movies.com: 68 (100 만점)
- Metacritic: 68 (100 만점)
- IMDb(The Internet Movie Database): 7.2 (10 만점)

### 흥행 실적
- 제작비: 65,000,000 달러
- 흥행: 55,637,680 달러 (전 세계 기준)[9]

### 수상
많은 상의 후보로 채택되었으나 수상된 상은 네 개뿐이다.
- Venice Film Festival(1999): Filmcritica "Bastone Bianco" Award - Stanley Kubrick
- French Syndicate of Cinema Critics(2000): Best Foriegn Film - Stanley Kubrick
- Csapnivalo Awards(2000): Golden Slate - Best Art Movie
- Blockbuster Entertainment Award(2000):Favorite Actress - Drama/Romance: Nicole Kidman

## 음악
아이즈 와이드 셧에는 많고 다양한 클래식, 재즈 음악이 쓰이고 있다. 영화의 OST는 다음과 같다.
- “Jazz Suite, Waltz 2" (원곡: 버라이어티 오케스트라를 위한 모음곡)
  - 연주: Koninklijk Concertgebouworkest (Royal Concertgebouw Orchestra)
  - 지휘: Riccardo Chailly
  - 작곡: 드미트리 쇼스타코비치
- "Chanson d'Amour"
  - 연주: The Victor Silvester Orchestra
  - 작곡: 웨인 섕클린
- "Old Fashioned Way"
  - 연주: The Victor Silvester Orchestra
  - 작곡: Georges Garvarentz
  - 작사: 샤를 아즈나부르
- "I'm in the Mood for Love"
  - 연주: The Victor Silvester Orchestra
  - 작곡: 지미 맥휴
  - 작사: 도러시 필즈
- "When I Fall in Love"
  - 연주: The Victor Silvester Orchestra
  - 작곡: 빅터 영
  - 작사: 에드워드 헤이먼
- "It Had to Be You"
  - 연주: The Victor Silvester Orchestra
  - 작곡: 해리 워런
  - 작사: 앨 더블린
- "I Got It Bad (And That Ain't Good)"
  - 연주: The Oscar Peterson Trio
  - 작곡: 듀크 엘링턴
  - 작사: 폴 프랜시스 웹스터
- "Baby Did a Bad Bad Thing"
  - 연주: Chris Isaak
  - 작곡,** 작사: Chris Isaak
- "If I Had You"
  - 연주: Roy Gerson
  - 작곡: 테드 셔피로, Jimmy Campbell and Reginald Connelly
- "Naval Officer"
  - 연주: Jocelyn Pook, Electra Strings
  - 작곡: Jocelyn Pook
- "Blame It on My Youth
  - 연주: 브래드 멜다우
  - 작곡: Oscar Levant
  - 작사: 에드워드 헤이먼
- "Strangers in the Night"
  - 연주: Peter Hughes Orchestra
  - 작곡: Bert Kaempfert
  - 작사: 찰스 싱글턴, 에디 스나이더
- "Masked Ball"
  - 연주: Jocelyn Pook, Electra Strings
  - 작곡: Jocelyn Pook
- "Musica Ricercata II: Mesto, RIGIdo e Cerimonale"
  - 연주: 도미닉 할런
  - 작곡: 리게티 죄르지
- "Migrations"
  - 연주: Jocelyn Pook, The Pook Ensenble with Manickan Yogeswaran
  - 작곡: Jocelyn, Harvey Brough
- "The Dream"
  - 연주: Jocelyn Pook, Electra Strings
  - 작곡: Jocelyn Pook
- "I Want a Boy for Christmas"
  - 연주: The Del-Vets
  - 편곡: Warner Special Products
  - 작곡: Benjamin Page, Christopher Kiler
- "Nuages Gris"
  - 연주: 도미닉 할런, piano
  - 작곡: 프란츠 리스트
- "Wien, du Stadt meiner Träume"
  - 작곡: Rudolph Sieczynski
- "Requiem K626, Rex Tremendae"
  - 연주: RIAS Kammerchor, Berlin Radio Symphony Orchestra
  - 지휘: Uwe Gronostay
  - 작곡: 볼프강 아마데우스 모차르트
- "Backwards Priests"
  - 작곡: Jocelyn Pook
- "Jingle Bells"
  - 작곡: 제임스 피어폰트

## 논란 및 해석
많은 논란들이 존재하지만 논란들은 크게 4가지로 분류될 수 있다.

### 큐브릭의 평가
스탠리 큐브릭 감독은 아이즈 와이드 셧의 최종 촬영이 끝나고 최종 편집 기간인 1999년 3월 7일에 심장마비로 사망하였기 때문에 큐브릭은 공식적인 자리에서 아이즈 와이드 셧에 대한 견해를 표출한 적이 없다. 하지만 주위의 지인들을 통해 들은 큐브릭 자신의 평가는 매우 엇갈리고 있다. 아이즈 와이드 셧의 수석 제작자인 잭 할런(Jack Harlan)은 큐브릭이 이 영화에 대해 매우 “행복해” 했으며, 자신이 이 영화가 그의 “영화라는 예술에 대한 가장 큰 기여”라고 평가했다고 한다. 또한 영화에 배우로 참여하고 또한 큐브릭의 절친한 친구인 토드 필드는 큐브릭이 마지막 순간까지 이 영화 때문에 “전율이 흘렀다”라고 했으며 영화 후반부 작업을 하면서 매우 행복해 했다고 전했다.
하지만 큐브릭 감독의 다른 영화인 풀 메탈 자켓에 배우로 참여했던 R. 리 어미(R. Lee. Ermey)에 따르면 큐브릭은 죽기 2주전에 얼미에게 전화를 걸어 이 영화는 똥덩어리(Piece of Shit)이라고 표현하며 강한 불만족을 표출했다고 한다.

### 등급 판정 문제
주제와 영상 두 가지가 모두 선정적인 아이즈 와이드 셧은 처음부터 등급 판정에 매우 많은 신경을 쓰게 하였다. 그렇기 때문에 배급사인 워너브라더스와 큐브릭이 여러 극장에서 상영이 불가능한 등급이 NC-17을 피하고 R등급을 받기 위해서 디지털 작업으로 인한 자체검열을 시도했고, 영화광들은 그 결정에 대해 매우 분노했다고 한다. 한국에서는 1년 만인 2000년 9월 2일에 심한 음모 노출 부분만 모자이크화되어 19금 판정으로 개봉되었다.

### 힌두교 측의 반발
또 다른 논란은 힌두교 측에서 터져 나왔다. 미국 힌두교 연합(American Hindus Against Defamation)은 파티에서의 의식 장면에서는 배경음악이 줄어들고 인도의 중요한 경전 중 하나인 Bhagavad Gita가 흘러나온다고 주장하며 그것을 다른 것으로 바꾸어 줄 것을 요구하였다. 하지만 영화의 OST를 담당한 조슬린 푹은 그 음악들 중 첫 번째는 OST중 하나인 “Backward Priest"의 변형된 버전인 데다가 힌두어가 아닌 타밀어가 사용되었다고 하였으며 나머지는 힌두어가 쓰이긴 했어도 힌두교의 경전과는 별 관련이 없다고 하였고 워너브라더스는 AHAD의 요청을 거절했다. 그러자 힌두교측은 항의를 하겠다며 거센 반발을 하였고, 따라서 워너브라더스 측은 공식적인 사과문을 발표하였다.

### 크리스마스 - 배경에 대한 논란
큐브릭은 19세기 비엔나에서 20세기 뉴욕으로 시간대를 옮김과 동시에 일년 안에서의 시간도 참회 금요일에서 크리스마스로 옮겼다. 이에 대해서 팀 크라이더(Tim Kreider)나 루이스 캐플런(Louise Kaplan)은 크리스마스가 현대 사회에서 가지고 있는 소비주의나 크리스마스의 본질의 의미인 신성함 혹은 선과 섹스파티라는 악의 뒤섞임 같은 것을 표현하기 위해 큐브릭이 배경을 크리스마스로 잡았다고 주장했다. 이에 반하여 뉴욕 타임스나 리 시걸(Lee Siegel)같은 비평가들은 크리스마스라는 시간이 독특한 조명을 이용할 수 있게 해 줘 큐브릭이 크리스마스라는 배경을 이용했다고 주장했다.

## 같이 보기
- 크리스마스 영화 목록